# Forumopera.com
Forumopera.com — созданный в 1999 году бельгийский франкоязычный интернет-журнал, посвящённый опере.

## История события

### Происхождение
Организация Forumopera.com была создана в 1999 году Камиллой де Рийк. Этот онлайновый журнал является пионером французских оперных порталов.

### Эволюция
В 2001 году форум стал веб-журналом. С тех пор его дизайн поддерживается независимой редакционной группой, которая работает над размещением тематических досье, обзоров шоу, записей, подкастов и видеоинтервью в Интернете.
С 2004 года редакционную группу возглавляет Кристоф Ризуд. На объекте работает большая команда. Его структура насчитывает около тридцати составителей , разбросанных по нескольким европейским странам. В их числе Сильвен Форт из Классики  и Розелин Бачелот.

### Краудфандинг
В 2014 году Forumopera.com с помощью совместного финансирования создаст новую версию своего веб-сайта. Подготовленное в результате обновление, позволяющее читателям комментировать опубликованные статьи, ускоряет разработку веб-журнала, который, таким образом, становится важным справочником в области оперы.

### Посещаемость
Forumopera.com принимает около 150 000 посетителей в месяц с 350 000 просмотров страниц. Начиная с 2011 года этот показатель неуклонно растет.